# Округ Мајами (Канзас)
Округ Мајами (енгл. Miami County) је округ у америчкој савезној држави Канзас. По попису из 2010. године број становника је 32.787. Седиште округа је град Пејола.

## Демографија
Према попису становништва из 2010. у округу је живело 32.787 становника, што је 4.436 (15,6%) становника више него 2000. године.
| Група             | 2000.          | 2010.          |
| Белци             | 26.924 (95,0%) | 30.708 (93,7%) |
| Афроамериканци    | 436 (1,5%)     | 426 (1,3%)     |
| Азијати           | 49 (0,2%)      | 116 (0,4%)     |
| Хиспаноамериканци | 451 (1,6%)     | 828 (2,5%)     |
| Укупно            | 28.351         | 32.787         |